# Турн-и-Таксис, Луиза
Луиза Матильда Вильгельмина Мария Максимилиана Турн-и-Таксис (нем. Luisa Mathilde Wilhelmine Marie Maximiliane von Thurn und Taxis, 1 июня 1859, Дишинген, королевство Бавария — 20 июня 1948, Зигмаринген) — принцесса из дома Турн-и-Таксис, дочь принца Максимилиана Турн-и-Таксис и Елены Баварской, в браке принцесса Гогенцоллерн-Зигмаринген, супруга принца Фридриха.

## Биография
Луиза была первенцем в семье. По матери приходилась племянницей австрийской императрице Сисси. Вскоре родились ещё трое детей: дочь Елизавета и сыновья Максимилиан и Альберт. Отец умер, когда девочке было 8 лет. Мать начала активно заниматься благотворительностью и делами дома Турн-и-Таксис. Фактически она стала председателем династии до совершеннолетия Максимилиана.
В возрасте 20 лет Луиза вышла замуж за 36-летнего принца Фридриха Гогенцоллерн-Зигмарингена. Свадьба состоялась 21 июня 1879 года в Регенсбурге. Детей у супругов не было.
Фридрих умер в 1904 году. Луиза ушла из жизни много лет спустя, уже после Второй мировой в 1948.

## Титулы
- 1 июня 1859 — 21 июня 1879: Её Светлость Принцесса Турн-и-Таксис
- 21 июня 1879 — 20 июня 1948: Её Светлость Принцесса Гогенцоллерн, Принцесса Турн-и-Таксис